# Phyllanthus unioensis
Phyllanthus unioensis är en emblikaväxtart som beskrevs av Maurice Schmid. Phyllanthus unioensis ingår i släktet Phyllanthus och familjen emblikaväxter. Inga underarter finns listade i Catalogue of Life.